# ألان بومونت (عسكري)
ألان بومونت (بالإنجليزية: Alan Beaumont)‏ هو عسكري أسترالي، ولد في 24 ديسمبر 1934 في نيوكاسل في أستراليا، وتوفي في 21 سبتمبر 2004 في كانبرا في أستراليا.